# ベヌスティアーノ・カランサ (メキシコシティ)
ベヌスティアーノ・カランサ（スペイン語: Venustiano Carranza）は、メキシコシティを構成する16の管轄区域のひとつである。メキシコシティの歴史的中心の東側にあたり、東側はメヒコ州との境をなす。歴史的にはほとんどがテスココ湖の下にあったが、スペイン植民地時代から20世紀にかけて干拓され、現在は湖は消えて完全に都市化している。
ベヌスティアーノ・カランサにはメルセー市場を含む3つの大市場が集まるほか、国立公文書館、サン・ラサロ国会議事堂、都市間バスのターミナル(TAPO)、メキシコシティ国際空港がある。

## 地理
ベヌスティアーノ・カランサはメキシコシティの中央東部に位置する。グスタボ・A・マデロ、クアウテモク、イスタカルコと接し、東部はメヒコ州と境をなす。面積は33.42平方キロメートルで、80の地区(colonia)から構成される。
平均標高は2,240メートルで、大部分の土地は平坦である。テスココ湖を干拓してできた土地であり、砂の上に粘土性の土壌を持つが、ペニョン・デ・ロス・バニョス地区は例外で、標高2,290メートルで玄武岩からなる。大部分の土地がかつての湖沼であるため、とくに6月から10月までの雨季には洪水が多く、冬には雹嵐になることがある。しばしば洪水は排水設備の老朽化によって引き起されるか悪化する。西端はかつてのテノチティトラン島の東部にあたり、メキシコシティの歴史的中心の1⁄4がベヌスティアーノ・カランサに位置する。

## 人口
1990年代以来人口は減少しつつあり、1970年にはメキシコシティの総人口の10.4%を占めていたが、2000年には5.4%になった。人口減少の主な原因のひとつに、住宅地から商業地に変化したことがある。90%を越える人が自分をカトリック教徒としている。2005年において人口の1.1%にあたる4,489人が先住民言語を話す。

## 主要な建物・イベント

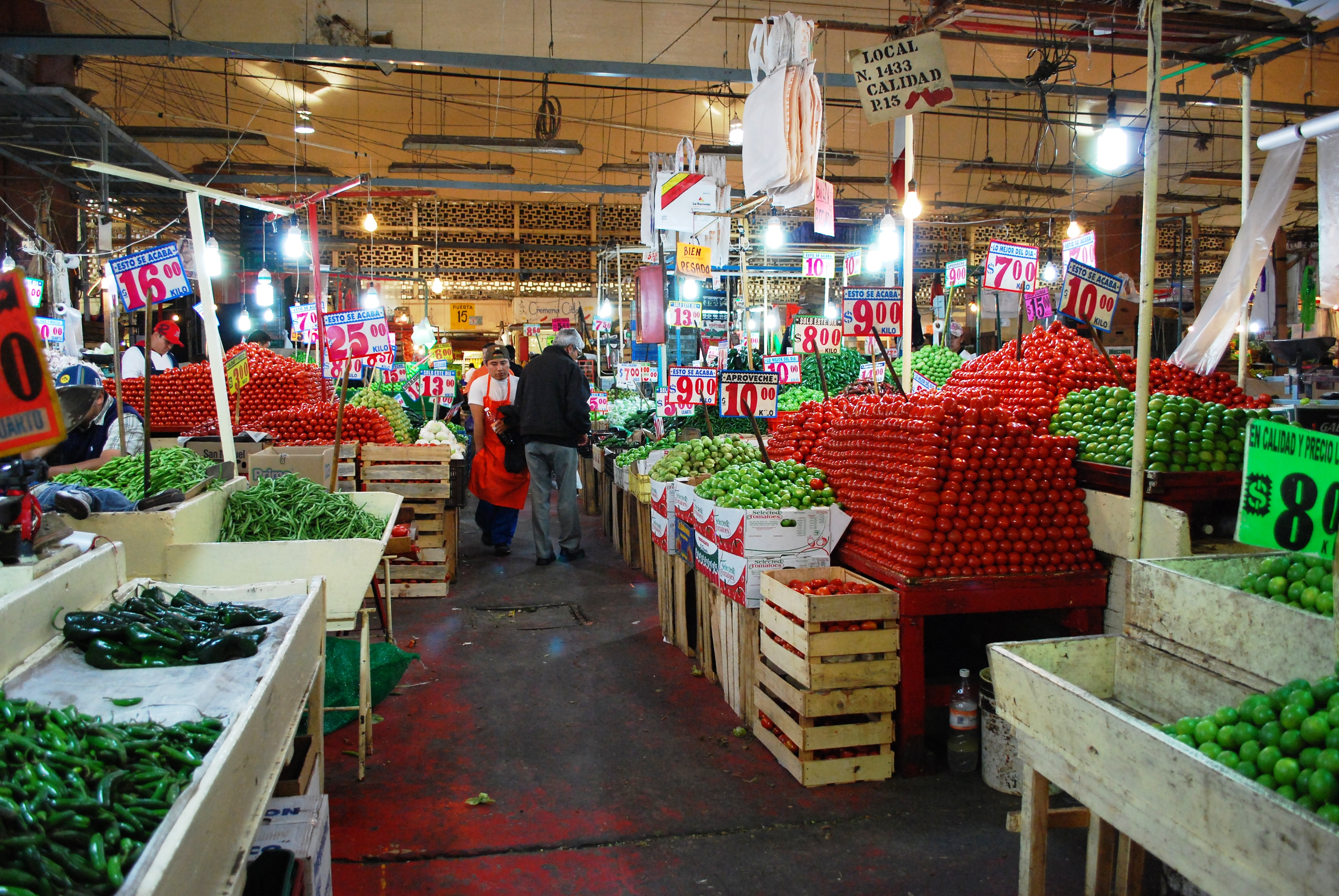
メルセー市場

ベヌスティアーノ・カランサには14,000を越える個人営業の商人があり、メキシコシティ最大の市場のうちの3つ（メルセー市場、ソノラ市場、ハマイカ市場）がある。メルセー市場はメキシコシティ最大の食料品小売り市場で、400メートルの長さがある。20世紀なかばまでは主要な卸売市場だったが、その機能はイスタパラパのセントラル・デ・アバストス（供給センター）に移転した。ハマイカ市場は花や観葉植物の販売で有名だが、農産物や食料品、手工芸品も売っている。ソノラ市場は1957年に設立され、奥の方にある薬草やサンタ・ムエルテ関係などのオカルトグッズを売る一画が有名である。他には生きた動物、皿、パーティーグッズ、プラスチック製品などを売っている。
国立公文書館の建物はもとのレクンベリ刑務所にある。1970年代末に刑務所は閉鎖され、改築されて公文書館になった。
サン・ラサロ国会議事堂は、それまで歴史的中心にあった議事堂にかわってホセ・ロペス・ポルティーヨ大統領により1970年代に鉄道のサン・ラサロ駅の跡に建てられ、1981年に開館した。建物は1989年の火事でほぼ全焼したが、1992年に再建された。
1930年以来、プエブラの会戦を再現する行事が毎年ペニョン・デ・ロス・バニョス地区で開かれている。数百人の住民がサカポアシュトラと呼ばれるメキシコ軍、およびフランス軍の扮装をし、空砲が使用されることもある。

## 歴史

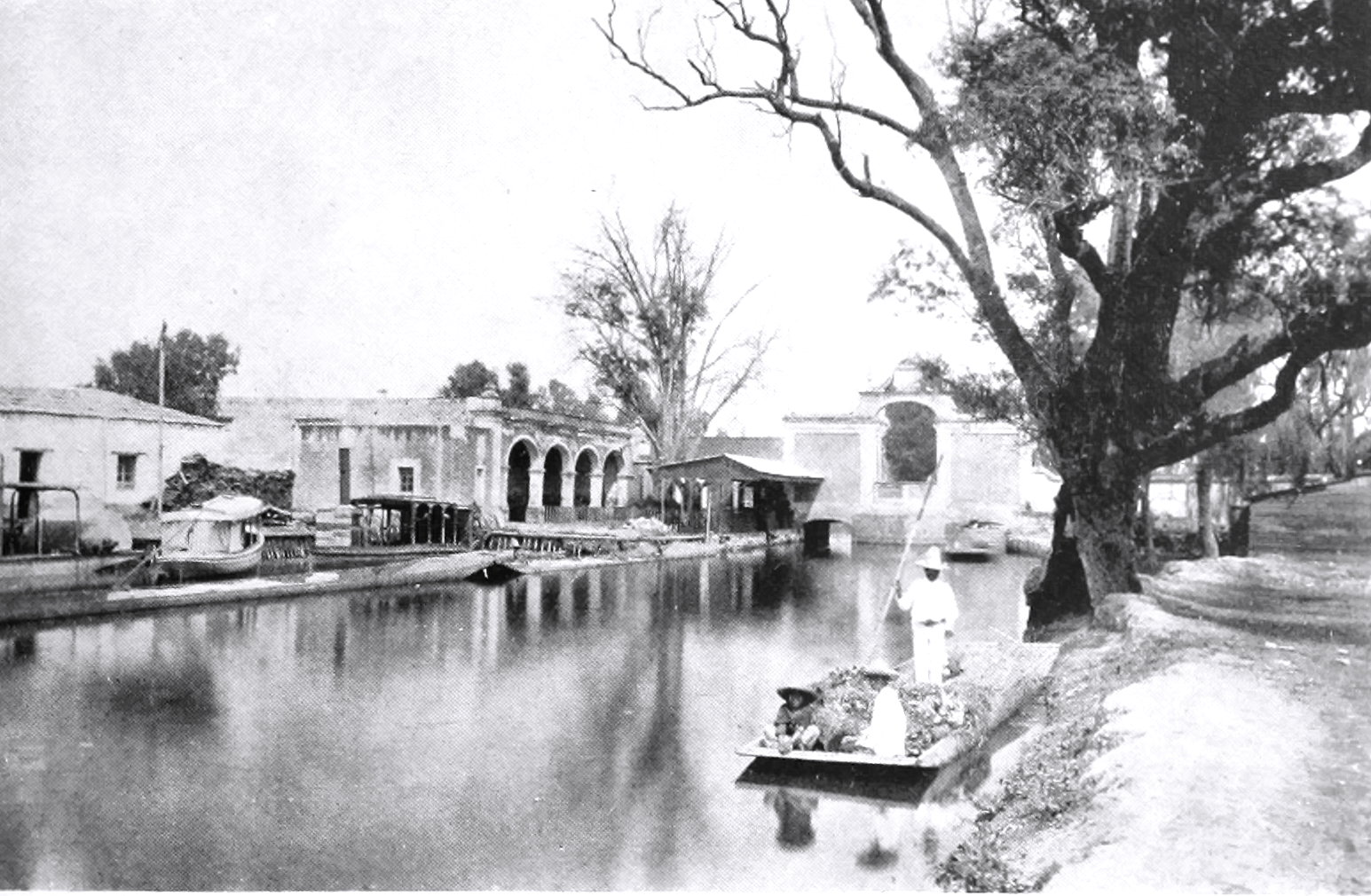
ラ・ビガ運河（1902年）

ベヌスティアーノ・カランサの紋章は、『メンドシーノ絵文書』に見えるショチカン（「花の香りの場所」を意味する）という村を表すアステカ文字に由来する。
ベヌスティアーノ・カランサの西端にあたるメルセー、サン・ラサロ、カンデラリア・デ・ロス・パトスなどはかつてのテノチティトランの島の一部をなし、ほかにペニョン・デ・ロス・バニョスおよびいくつかの非常に小さな島があったが、それを除くと歴史的にはこの地方はテスココ湖に覆われていた。植民地時代の17世紀になってもアステカ時代以来のサン・ラサロ堤防がメキシコシティの東端にあたっていたが、すでに干拓が進んでおり、町が東に拡張することが可能になった。干拓地には運河網が生まれ、中でもハマイカ運河とラ・ビガ運河は植民地時代から20世紀前半までもっとも重要だった。メルセー市場に隣接してラ・ビガ運河の船着場が設けられた。
メキシコ独立革命後も19世紀を通じて干拓が進んだ。1824年にメキシコシティ連邦区が生まれて以来この地は連邦区の一部だった。19世紀後半にサン・ラサロにメキシコシティとクアウトラおよびクエルナバカを結ぶ鉄道の終着駅が作られた。1885年から1900年の間にレクンベリ刑務所が建てられた。ここで1913年にフランシスコ・マデロ大統領とピーノ・スアレス副大統領が処刑された。
アルベルト・ブラニフという人物は広大な土地を所有し、1909年にメキシコシティ初の私設滑走路を建設した。これが1943年にメキシコシティ中央空港になった。1954年に空港は移転・拡張され、メキシコシティ国際空港になった。空港の開設にともなってこの地の倉庫・ホテル・オフィスなどの発達が促進された。
1970年にメキシコシティの中心部を4つの区に分けたとき、現在のベヌスティアーノ・カランサはそのひとつとして成立した。メキシコ革命の将校だったベヌスティアーノ・カランサを称えて命名された。

## 交通

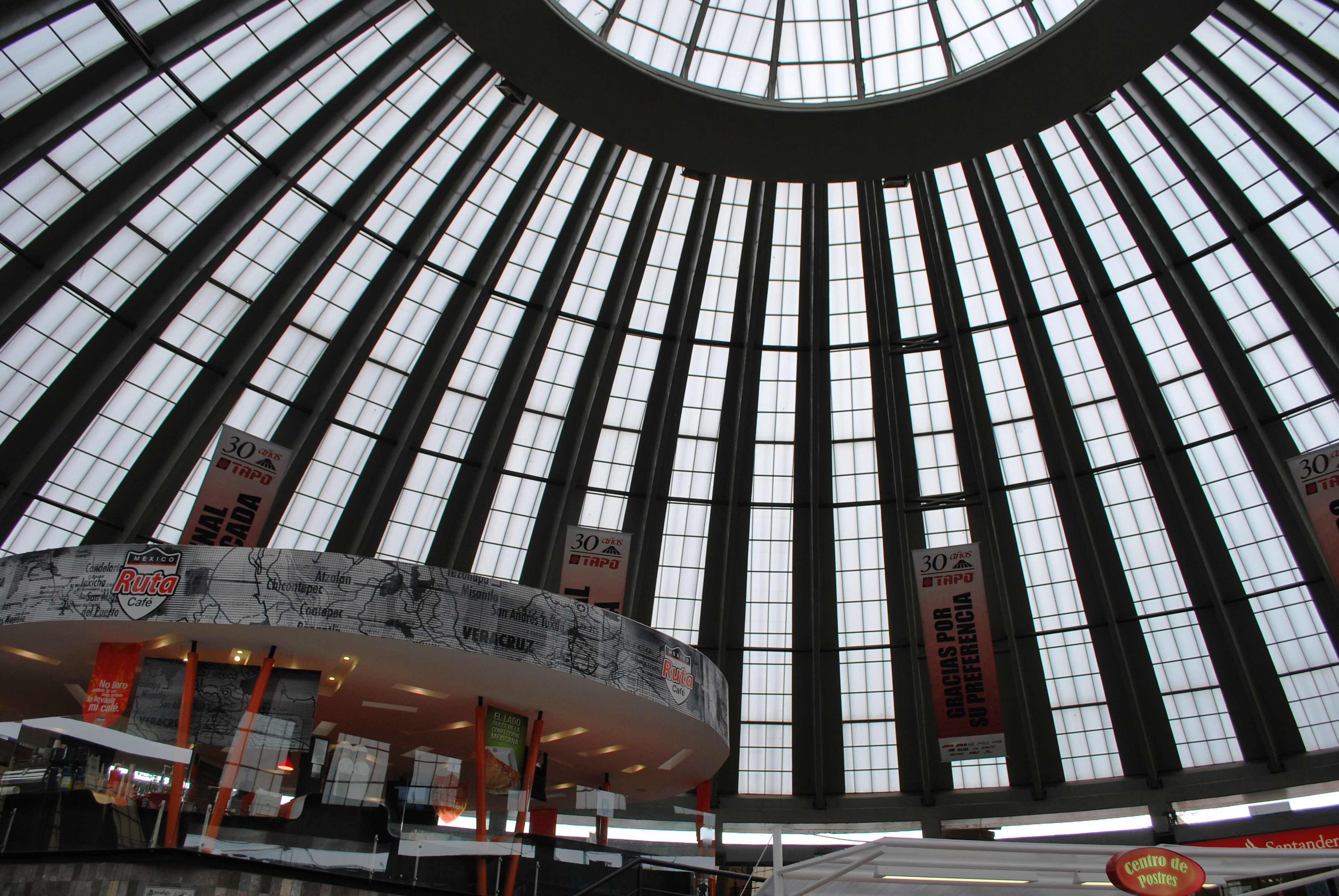
TAPOの内側から見たドーム

1978年に開業した東部方面バスターミナル(Terminal de Autobuses de Pasajeros de Oriente, TAPO)は、東部および東南部にある他の州へ旅行する際の主要なバスターミナルである。地下鉄サン・ラサロ駅の隣に位置し、巨大なドーム型の屋根を持つ。
メキシコシティ国際空港はメキシコシティの主要な空港である。2006年にベニート・フアレス大統領をたたえて正式名称を「ベニート・フアレス国際空港」という。メキシコでもっとも忙しい空港であり、2010年には24,130,535人が搭乗した。
ほかにメキシコシティ地下鉄、トロリーバス、さまざまな路線バスが走行している。メキシコシティ地下鉄は1・4・5・9・B号線が走り、36の駅がある。